# Rice Stadium

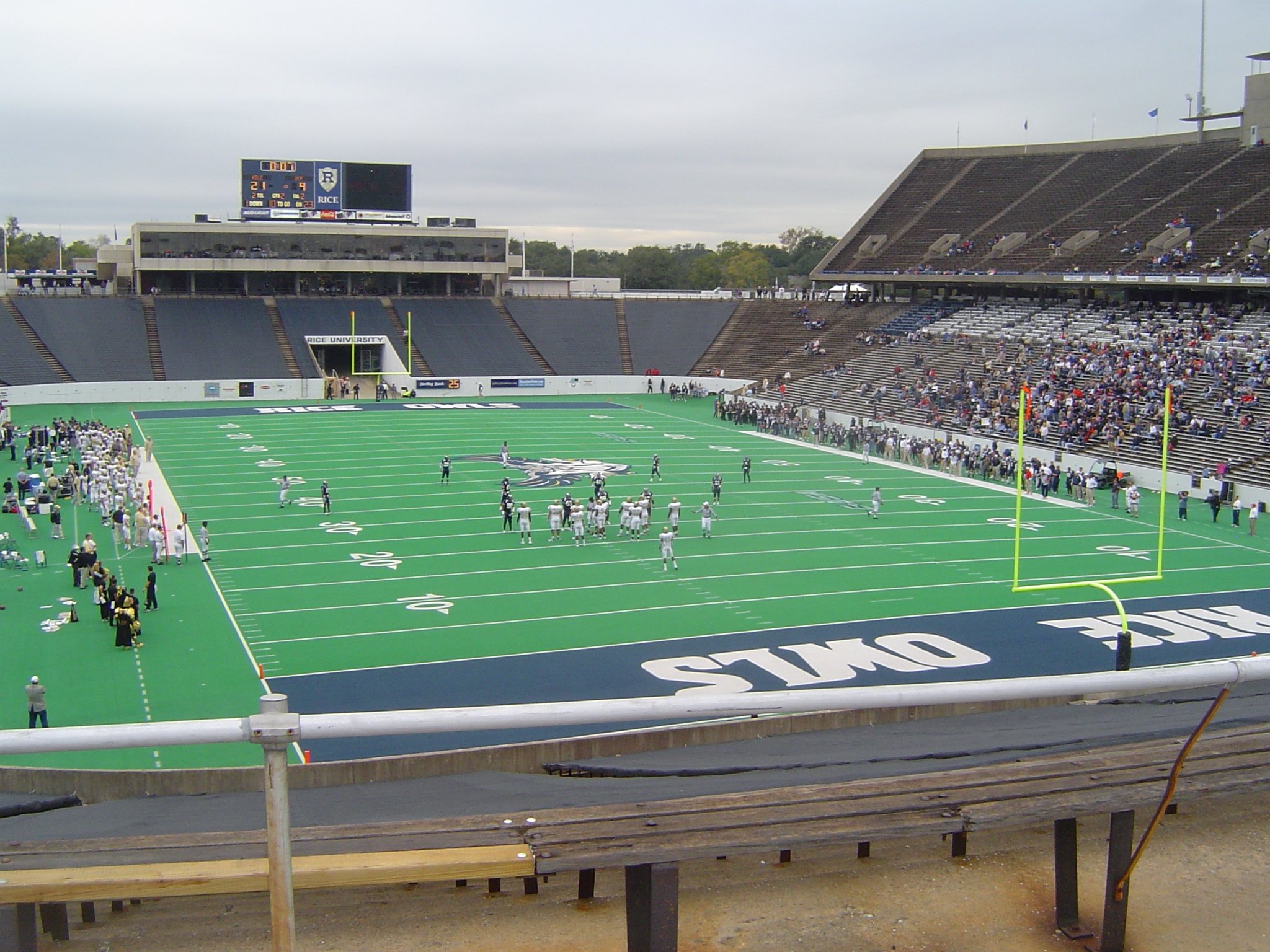
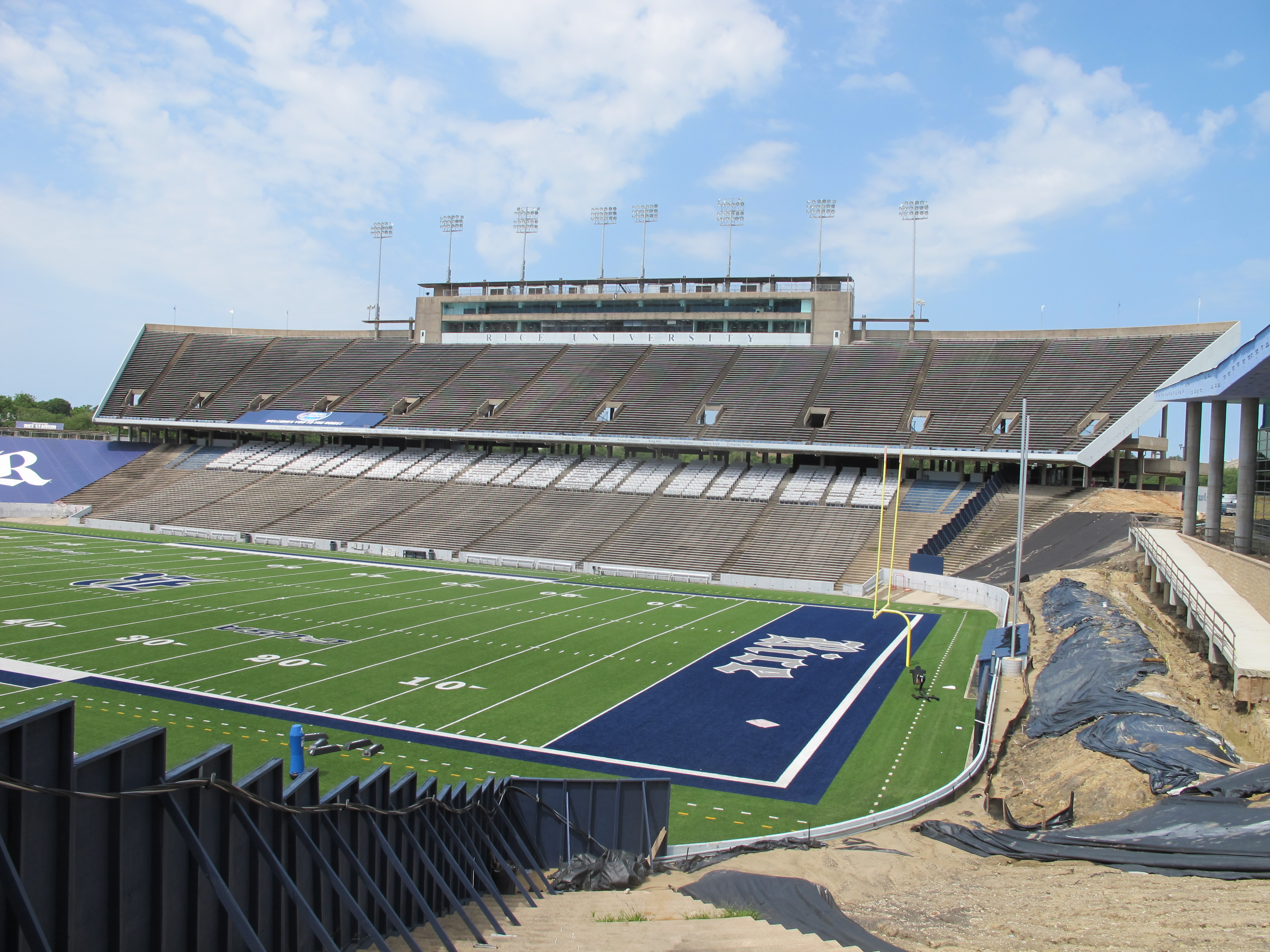

Rice Stadium es un estadio de fútbol americano ubicado en Houston, Texas, fue inaugurado en el año de 1950, tiene una capacidad para albergar a 50 000 aficionados cómodamente sentados, su equipo local son los Rice Owls pertenecientes a la Conference USA de la National Collegiate Athletic Association, también de 1965 a 1967 fue casa de los Houston Oilers hoy Tennessee Titans, igualmente tuvo el privilegio de recibir en 1974 el Super Bowl VIII ganado por los Miami Dolphins 24 puntos a 7 sobre los Minnesota Vikings.